# Lorena Berdún Villegas
Lorena Berdún Villegas (Madrid, 20 de novembre de 1973) és una presentadora de televisió, sexòloga i actriu espanyola.

## Biografia
Entre els anys 1997 i 1998, treballa en l'edició espanyola de la revista Bravo, realitzant les seccions «Amor, sexo y ternura», i el consultori de «D. Sommer» —figura en l'equip de treball publicat en la revista durant tot aquest temps.
El setembre del 1998 entra a treballar professionalment a Los 40 Principales amb el programa En tu casa o en la mía, en el qual es podien escoltar les crides dels oïdors narrant les seves experiències sexuals i sol·licitant l'oportú assessorament. Va deixar d'emetre's al juny de 2002. Posteriorment, va presentar diversos programes divulgatius de ràdio i televisió sobre el sexe. El primer va ser La vieja ceremonia, a La Otra, segon canal de Telemadrid, el 2001. Un dels més famosos va ser Me lo dices o me lo cuentas (2002-2004), emès per Telemadrid, ETB 2 i Cosmopolitan TV.
El seu últim programa de divulgació sobre sexe va ser Dos rombos que es va emetre per Televisió Espanyola del 16 de setembre de 2004 al 30 de juny de 2005.
A l'abril de 2008 va tornar a Televisió Espanyola per a conduir el programa d'entrevistes Balas de plata.
Entre novembre de 2017 i gener de 2018 va presentar en Telemadrid el programa d'entrevistes Sexo y etcétera.
Al novembre de 2019 condueix el concurs El bribón al canal Cuatro i ho compagina amb el presentador titular del concurs Pablo Chiapella.

### Carrera com a actriu
Lorena Berdún va compaginar la seva labor com a presentadora de Dos rombos, en TVE, amb el seu treball com a actriu. Entre els seus treballs, va fer un cameo a la sèrie 7 vidas on va interpretar un personatge episòdic en la qual va haver d'interpretar a una sexòloga lesbiana, que va mantenir una curta relació amb Diana.
En 2005 estrena, al Teatro María Guerrero de Madrid, l'obra de teatre El invierno bajo la mesa, de Roland Topor, i dirigida per Natalia Menéndez.
El 23 de març de 2006 s'estrena en TVE la sèrie Con dos tacones en la qual Lorena interpreta Cristina, una psicòloga capritxosa i barruda a qui només li agraden els homes compromesos. La sèrie es va cancel·lar aquest mateix estiu degut a la baixa audiència.
A partir de tardor de 2006 Lorena apareix en el programa italià Crozza Itàlia de LA7 en el qual dona breus lliçons d'educació sexual en espanyol. El presentador, Maurizio Crozza, l'ajuda traduint a l'italià.
Al març de 2007 Lorena Berdún va participar en el curtmetratge El secreto 1936 del debutant Xavier Cristóbal. El seu personatge de l'assassina Lorna Larson també va estar present en uns websodios, un còmic i marxandatge relacionats amb l'univers d'aquest curtmetratge.
A l'abril de 2008 estrena l'obra de teatre Las cuñadas, de Michel Tremblay i dirigida per Natalia Menéndez. En ella comparteix protagonisme amb altres 14 actrius, entre les quals destaquen María Pujalte, Lola Casamayor, Julieta Serrano o Arantxa Aranguren.
Al febrer de 2012 estrena al Teatro Español l'obra de teatre Incrementum, de Georges Perec i dirigida per Sergio Peris Mencheta. En ella comparteix protagonisme, entre d'altres, amb María Isasi.
L'agost de 2012 s'incorpora al rodatge de la sèrie de les tardes d'Antena 3, Bandolera.
Durant els anys 2013 i 2014 estrena en el Teatro Lara l'obra Verónica dirigida per Carlos Molinero on té com a companyes les actrius Silvia de Pe, Ana Villa i Cecilia Solaguren.
També és actriu de doblatge i locutora de publicitat.

## Filmografia

### Programes de televisió
| Any         | Programa                      | Situació       | Canal      |
| ----------- | ----------------------------- | -------------- | ---------- |
| 2001        | La vieja ceremonia            | Presentadora   | LaOtra     |
| 2002 - 2004 | ¿Me lo dices o me lo cuentas? | Presentadora   | Telemadrid |
| 2004        | ¿Existe sexo en Nueva York?   | Presentadora   | Canal +    |
| 2004 - 2005 | Dos rombos                    | Presentadora   | TVE        |
| 2006 - 2008 | Crozza Italia                 | Col·laboradora | LA7        |
| 2008        | Balas de plata                | Presentadora   | TVE        |
| 2009 - 2011 | Crozza Alive                  | Col·laboradora | LA7        |
| 2014        | Hable con ellas en Telecinco  | Col·laboradora | Telecinco  |
| 2014 - 2015 | Todo va bien                  | Colaboradora   | Cuatro     |
| 2017 - 2018 | Sexo y etcétera               | Presentadora   | Telemadrid |
| 2019 - ¿?   | El bribón                     | Presentadora   | Cuatro     |

### Ràdio
| Any         | Programa               | Emissora           | Lloc           |
| ----------- | ---------------------- | ------------------ | -------------- |
| 1998 - 2002 | En tu casa o en la mía | Los 40 Principales | Locutora       |
| 2015 - Act  | Las mañanas Kiss       | Kiss FM            | Col·laboradora |

### Sèries de televisió
| Any  | Títol           | Personatge | Canal     | Notes       |
| ---- | --------------- | ---------- | --------- | ----------- |
| 2003 | 7 vidas         | Maite      | Telecinco | 1 episodi   |
| 2006 | Con dos tacones | Cristina   | TVE       | 11 episodis |
| 2012 | Bandolera       | Amparo     | Antena 3  | 3 episodis  |

### Pel·lícules
| Any  | Títol                                               | Personatge |
| ---- | --------------------------------------------------- | ---------- |
| 2008 | Malas noticias                                      | Silvia     |
| 2013 | Cruzados                                            | Esther     |
| 2020 | Padre no hay más que uno 2: La llegada de la suegra | Ginecòloga |

### Curtmetratges
| Any  | Títol           | Personatge    |
| ---- | --------------- | ------------- |
| 2003 | Dreamless       | Forense       |
| 2004 | Eso que paso    | Maruja        |
| 2005 | Running Lorena  | Lorena        |
| 2007 | El Secreto 1936 | Lorena Larson |

### Teatre
| Any         | Obra                  |
| ----------- | --------------------- |
| 2005 - 2006 | Invierno bajo la mesa |
| 2008        | Las cuñadas           |
| 2012 - 2013 | Incrementum           |
| 2013 - 2014 | Verónica              |

### Literatura
- En tu casa o en la mía. Todo lo que los jóvenes quieren saber para un sexo sin duda. Ed: El País Aguilar (2000) ISBN 84-03-09203-2.
- Cómo hacer el amor (bien). Ed: El País Aguilar (2001) ISBN 84-03-09283-0.
- ¿Qué nos pasa en la cama?. Ed: El País Aguilar (2002) ISBN 84-03-09314-4.
- ¿Cómo le explico eso?: Guía breve para educar en sexualidad a los hijos. Ed: El País Aguilar (2003) ISBN 84-03-09357-8.
- Nuestro sexo. Ed: Mondadori (2004) ISBN 84-253-3864-6.
- Diccionario del sexo. Ed. Espejo de tinta.

## Premis
- Premi Ondas al programa de ràdio més innovador, original i pel seu servei a la societat, al programa En tu casa o en la mía (2000).
- Premi Ondas al millor programa que destaqui per la seva innovació a Me lo dices o me lo cuentas (2003).
- Finalista dels International EMMY Awars 2003. (Me lo dices o me lo cuentas).
- Premis ATV a la millor comunicadora de programa d'entreteniment dels anys 2003 i 2004, respectivament per Me lo dices o me lo cuentas i Dos rombos. Nominada a la mateixa categoria en 2002.
- Nominada al TP d'Or 2004 com a millor presentador/a de programes d'entreteniment, per Dos rombos.